# Трахикарпус
Трахикарпус (лат. Trachycarpus) — род растений семейства Пальмовые (Arecaceae, Palmae). Согласно современным представлениям, род включает девять видов.

## Описание
Деревья высотой до 12—20 м со стволом 15—30 см в диаметре, покрытом коричнево-бурыми волокнами отмерших листьев; на старых деревьях ствол в нижней части становится голым, тёмно-бурым, блестящим, со следами прикрепления листьев. На вершине ствол увенчан кроной из многочисленных листьев.
Листовые пластинки веерообразные, до 60—70 см длиной, глубоко радиально рассечённые, черешки до 75 см длиной.
Соцветие до 1 м длиной, ветвистое, кистевидное, густое. Цветки обоеполые или только пыльниковые. Плоды с сухим околоплодником.
Самым распространённым видом, выращиваемым в том числе в комнатных условиях, является Трахикарпус Форчуна (Trachycarpus fortunei). Это растение достигает в высоту 20 м. Выдерживает морозы до −15...−18 °С.

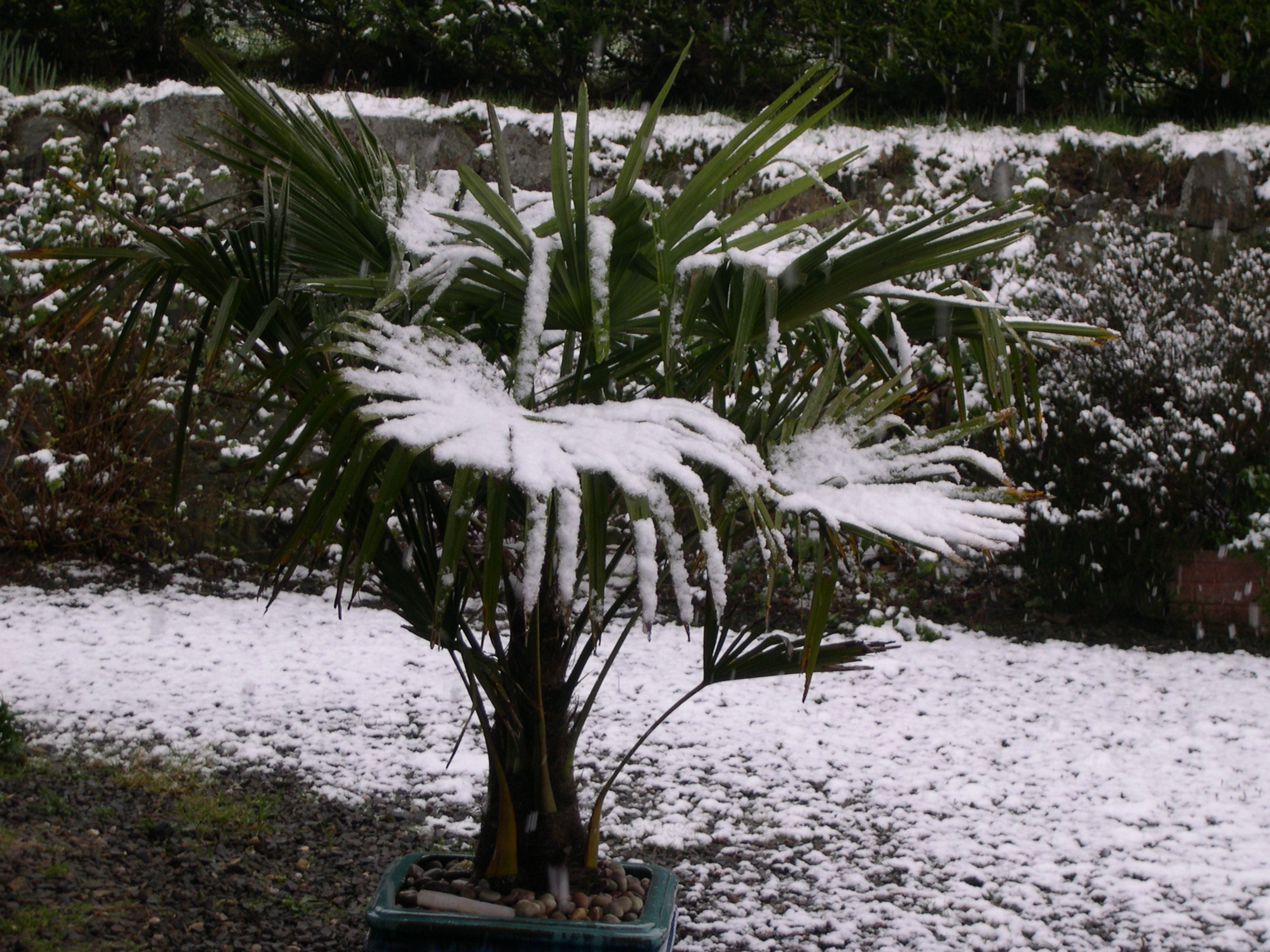
Trachycarpus fortunei, Северная Ирландия, февраль 2005

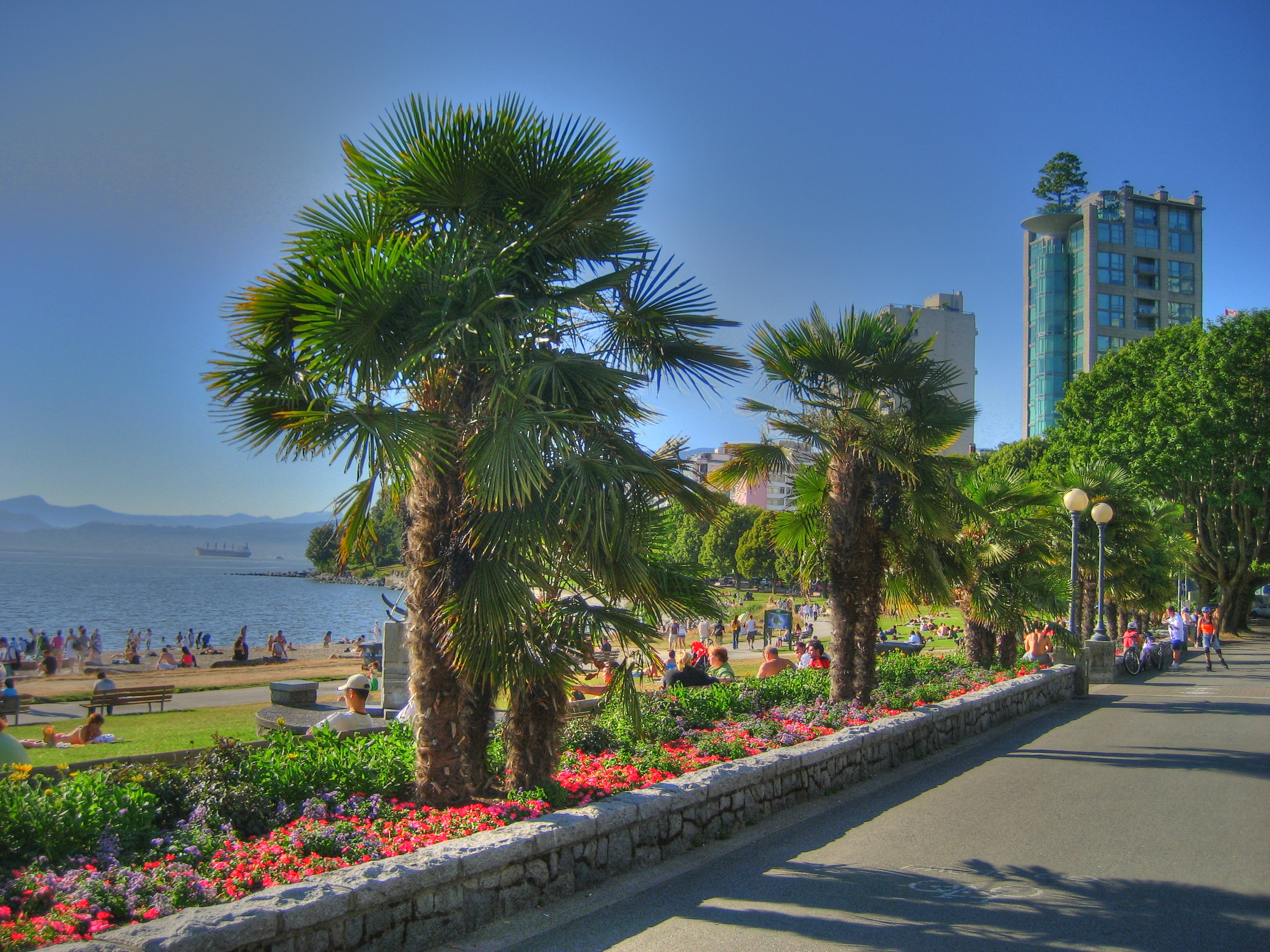
Trachycarpus fortunei, Инглиш Бэй, Ванкувер, Британская Колумбия, Канада

## Виды
По информации базы данных The Plant List, род включает 9 видов:
- Trachycarpus fortunei (Hook.) H.Wendl. — Трахикарпус Форчуна[1]
- Trachycarpus geminisectus Spanner & al.
- Trachycarpus latisectus Spanner, Noltie & Gibbons
- Trachycarpus martianus (Wall. ex Mart.) H.Wendl. — Трахикарпус Мартиуса[1]
- Trachycarpus nanus Becc.
- Trachycarpus oreophilus Gibbons & Spanner
- Trachycarpus princeps Gibbons, Spanner & San Y.Chen
- Trachycarpus takil Becc. — Трахикарпус такиль
- Trachycarpus ukhrulensis M.Lorek & K.C.Pradhan